# Colibița, Bistrița-Năsăud
Colibița (în maghiară Kolibica) este un sat în comuna Bistrița Bârgăului din județul Bistrița-Năsăud, Transilvania, România.
Localitatea este așezată pe Valea Bistriței, între Munții Bârgău și Munții Călimani, pe malul lacului Colibița.
Autoritățile locale au început demersurile pentru obținerea statutului de stațiune.

## Istoric
Localitatea Colibița se afla inițial pe locul în care este în prezent lacul. În 1979 s-a luat decizia de strămutare a satului Colibița pe dealurile din apropiere, în localitatea numită Mița, pentru a se amenaja în vale un lac de acumulare. Înainte de umplerea lacului, zona a fost curățată foarte bine, fiind scoși inclusiv copacii.Localitatea este așezată pe Valea Bistriței, între Munții Bargau și Munții Călimani.
Pe măsură ce parcurgi drumul dinspre Bistrița spre Vatra Dornei, intri într-un șir, parcă nesfârșit de comune, cunoscute sub denumirea de Bârgaie: Rusu Bargăului, Josenii Bargăului, Mijlocenii Bargăului, Sușenii Bargăului, Prundul Bargăului, Tiha Bargăului și Mureșenii Bargăului.
Din Prundul Bargăului, vis-a-vis de biserică, drumul ce face spre dreapta duce înspre Colibița, bineînțeles printr-o altă comună numită Bistrița Bargăului. Majoritatea oamenilor din zonă își câștigă existența din agricultură, creșterea animalelor și prelucrarea lemnului.
La ieșirea din Bistrița Bargăului drumul începe să urce șerpuind, peisajul devenind din ce în ce mai sălbatic. La vreo 7 Km de Bistrița Bargăului, apare barajul de acumulare și lacul Colibița. Privind de la baraj nu reușești să zărești decât o parte a lacului care este destul de mare , un mic ocol al acestuia durând 2 ore cu mașina, bineînțeles admirând frumusețile naturii ce te înconjoară, iar în zare poți zări munții ce străjuie lacul : Strunioru și Bistricioru.
Zona oferă vaste posibilități de destindere pentru iubitorii muntelui, în orice anotimp: excursii, drumeții (Taul Zânelor, izvorul de apă minerală Borcut, trasee montane - traseu marcat de 3,5 ore până în Vf. Bistricioru, Castel Dracula lângă Pasul Tihuța - 1100 m alt), ciclism montan, caiac, alpinism, pescuit (păstrăv, clean, caras - în lacul Colibița), plimbări cu sania etc.

## Obiective turistice
La 50 de km de orașul Bistrița, pe drumul spre Vatra Dornei, E576, se trece prin comunele Livezile, Josenii Bărgăului și Prundul Bârgăului.
La ieșirea din comuna Prundul Bârgăului, există două variante pentru a ajunge în Colibița : fie la dreapta, trecând prin Bistrița Bârgăului, fie tot înainte, spre Tiha Bărgăului și apoi, din satul Mureșenii Bărgăului, făcând tot la dreapta se ajunge la Colibița.
Colibița reprezintă poarta de intrare în Munții Căliman, amplasarea sa pe malul lacului de acumulare cu același nume, oferind diverse posibilități de odihnă și recreere.
Colibița este de fapt o stațiune climaterică, situată la 830 m altitudine, la o distanță de 18 km de Prundul Bârgăului, pe versantul sudic al Munților Bârgăului, pe valea râului Bistrița.
Turismul a apărut în această zonă la finele secolului al XIX-lea, atunci când, conform documentelor vremii, o domnișoară din Bistrița s-a vindecat de tuberculoză grație aerului din această zonă, extrem de bogat în ozon.

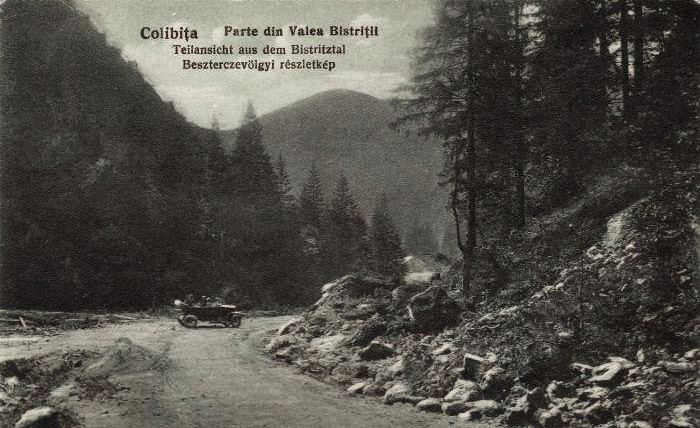

Erika Schuller, o arhitectă din Bistrița a trecut prin aceeași experiență, după care a construit în zonă un sanatoriu cu 16 camere, unde erau tratați bolnavii de tuberculoză. Aici au fost tratați, în perioada interbelică și în preajma celui de-al Doilea Război Mondial și copiii săraci bolnavi pulmonar, dar și studenții care sufereau de TBC. Activitatea sanatoriului a luat sfârșit în 1944, când a fost incendiat.
Colibița a funcționat ca stațiune balneo climaterică până în 1975, timp în care în zonă s-au construit vile în stil elvețian și cabane pentru turiști. În 1980 a început construcția barajului care a dus la apariția lacului de acumulare.
Se pot închiria hidrobiciclete și caiace pentru activități de agrement pe lac. Există posibilități de practicare a raftingului pentru începători și avansați pe râul Bistrița pentru iubitorii de sporturi extreme.
Iarna se poate schia în Pasul Tihuța, la Vatra Dornei sau la Borșa.

## Unități de cazare
Fie că vrei să vizitezi Colibița doar pentru o zi sau vrei să stai mai mult de 7 zile există posibilități minunate de cazare la unul din frumoasele hoteluri, pensiuni sau case de vacanțe: Hotel Roser Boutique, Montana Resort&Spa, Panoramic, Fisherman's etc.

## Demografie
- La recensământul din 2002 populația se ridica la 400 de locuitori dintre care: 394 români și 6 maghiari.
- La recensământul din 2011 populația a scăzut la 251 de locuitori, dintre care 245 români și 6 maghiari.

Componența etnică a satului Colibița (2002)
     Români (98,5%)
     Maghiari (1,5%)
Componența etnică a satului Colibița (2011)
     Români (97,55%)
     Maghiari (2,45%)

## Galerie foto

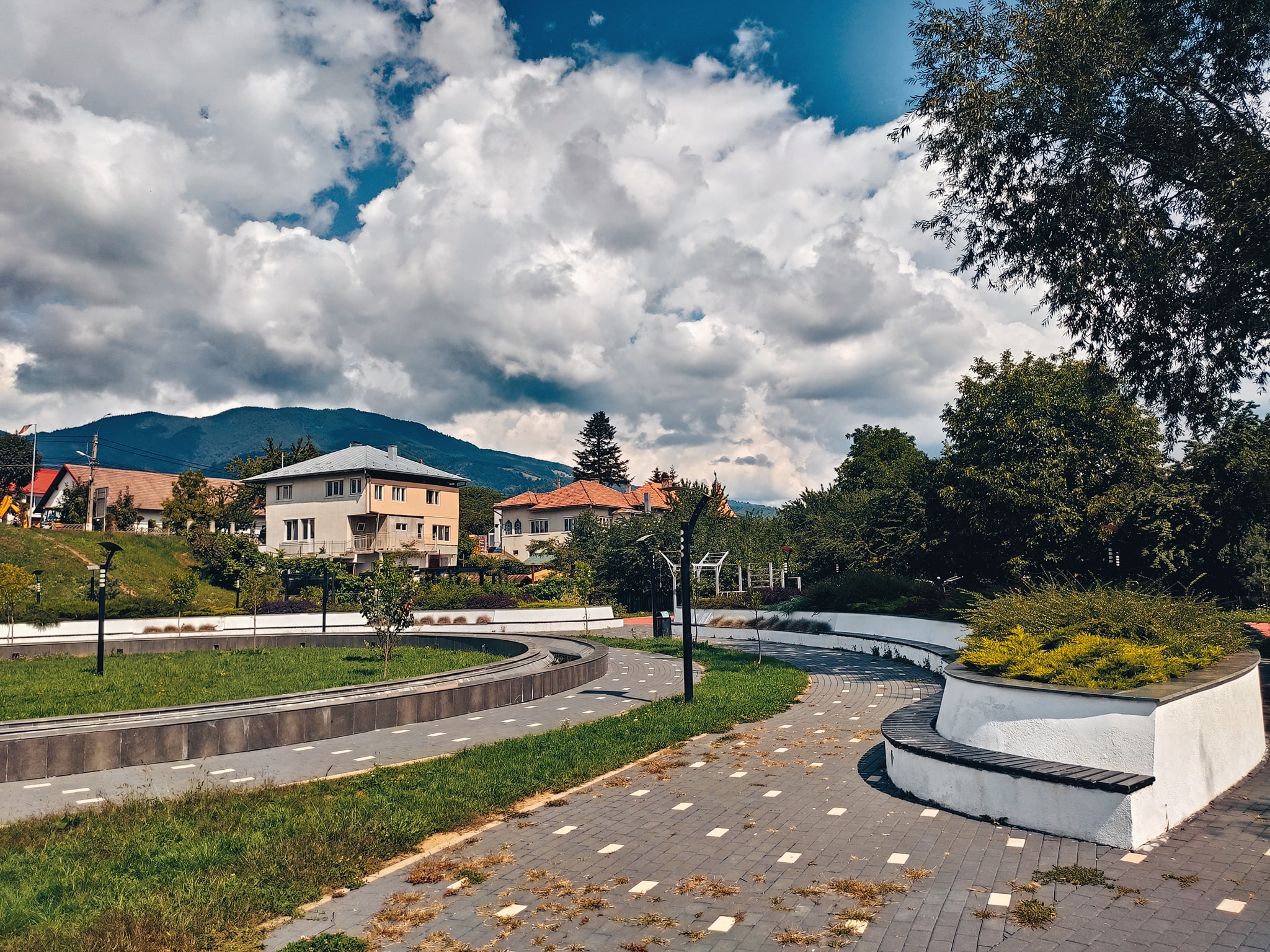
Bistrita Bargaului
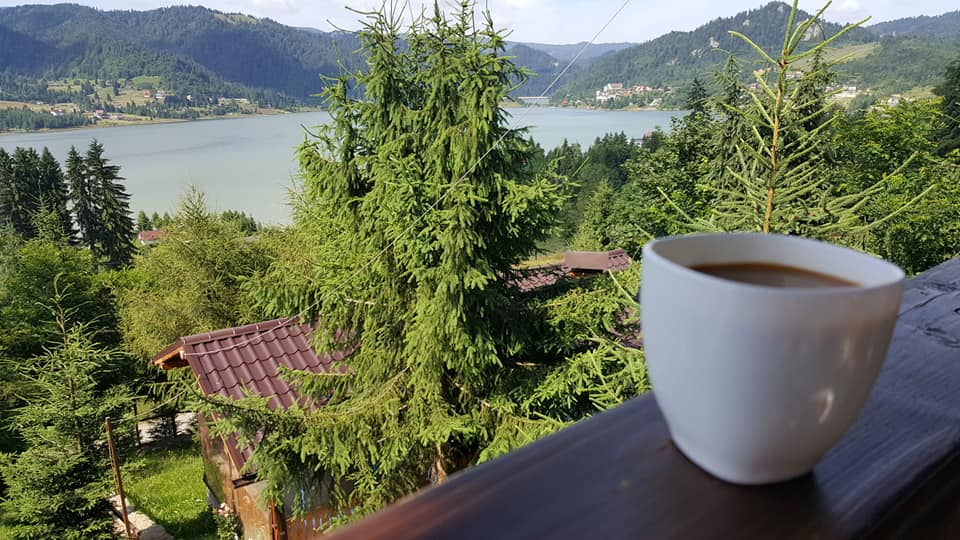
Perla Bistritei
Pensiune cu jacuzzi
Cazare in camere
Fisherman's menu
Fisherman's resort
Casa de vacanta
Pensiunea Ily
Insula
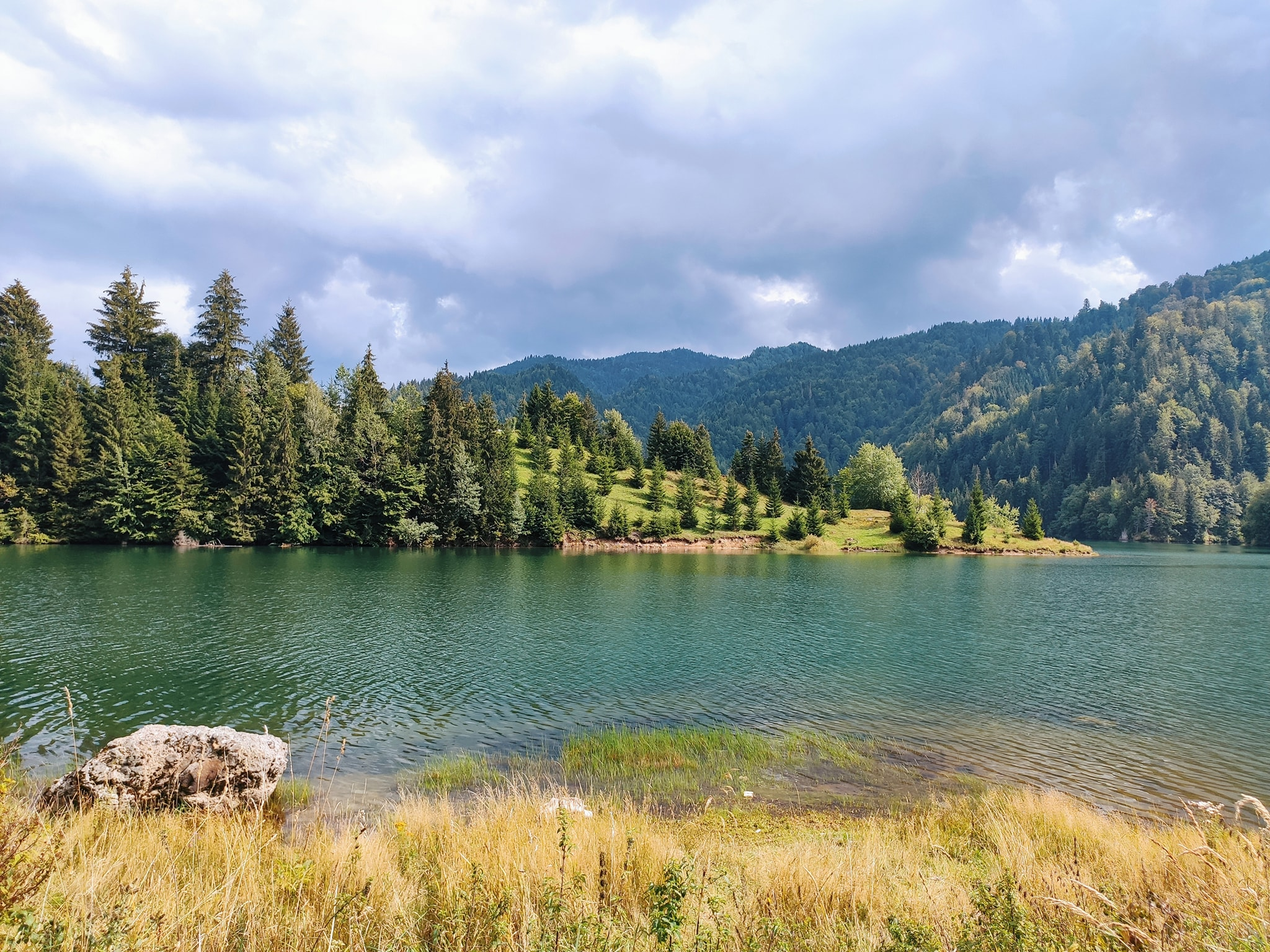
Colibita
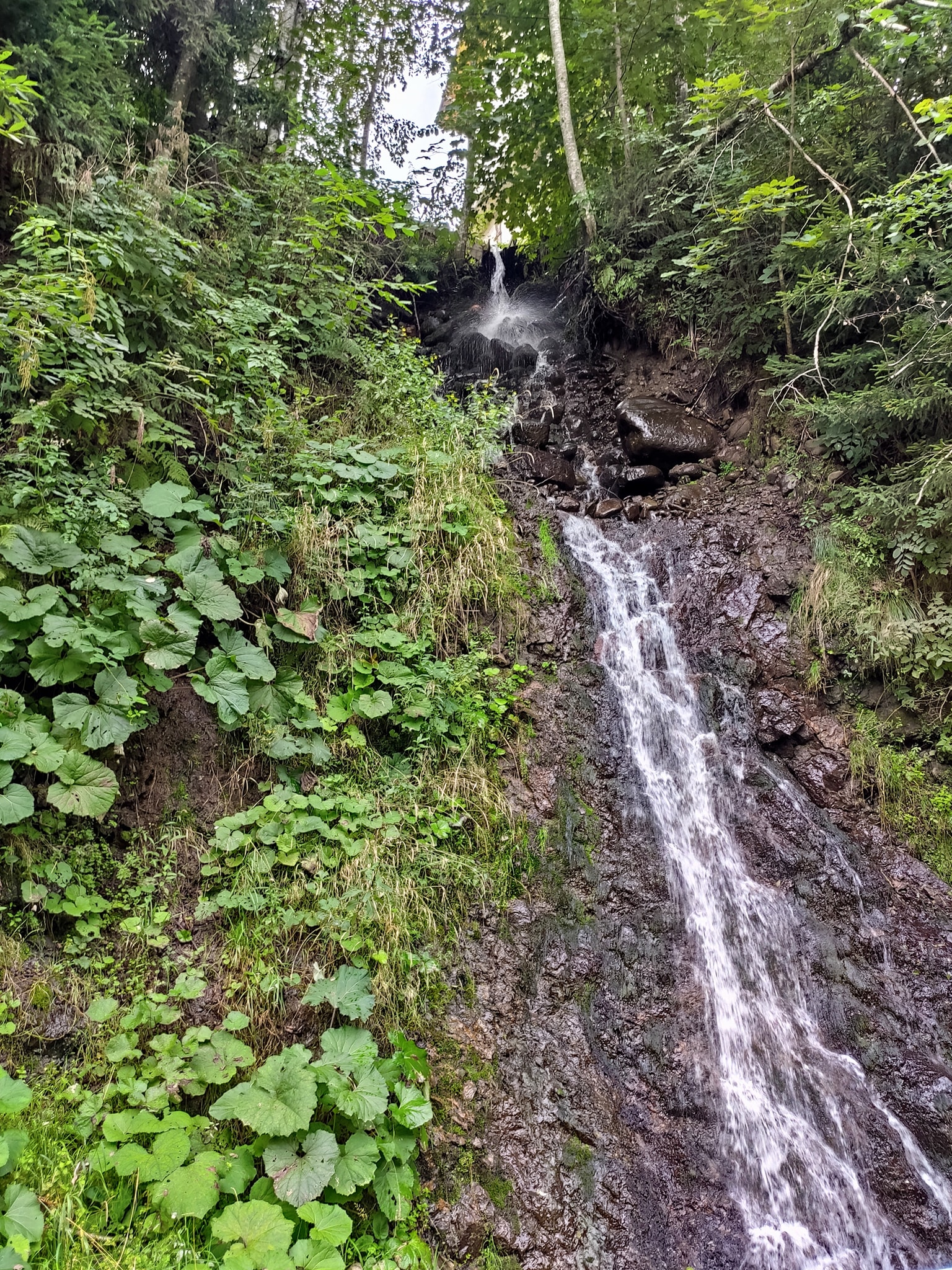
Cascada
Marea de la munte
Panoramic view
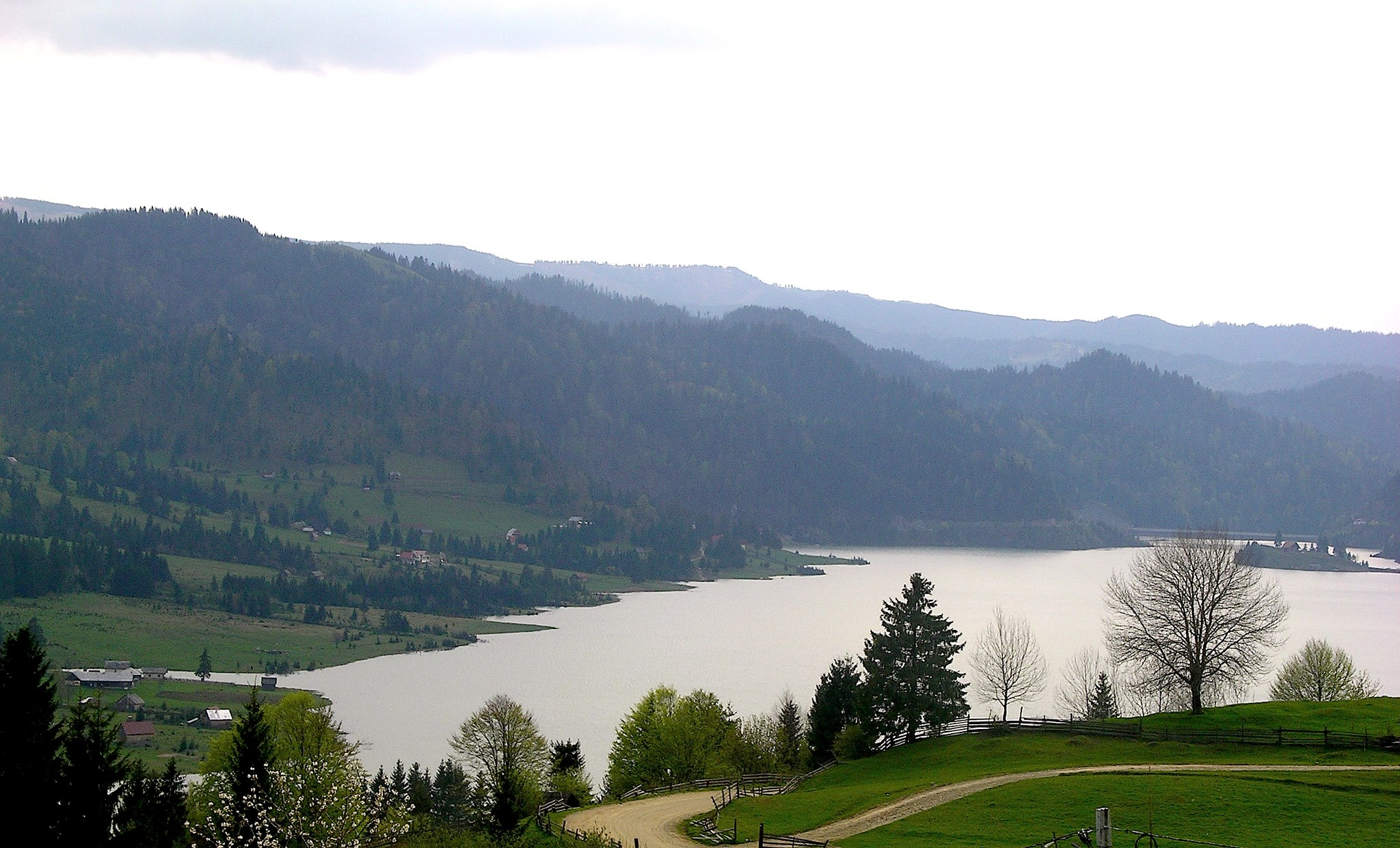
Luciul apei
Din avion